# More nobilium
La locuzione latina more nobilium significa letteralmente «nel segno di nobili costumi».

## Origine dell'espressione
Essa indicava una categoria specifica di famiglie italiane che — sebbene ufficialmente non registrate come nobili dal Regno d'Italia «ma di distinta civiltà», risultassero in possesso di un proprio stemma di cittadinanza, detenuto con «pubblico e pacifico possesso per un periodo non inferiore ai 150 anni». 
Fino al periodo regio, tali stemmi potevano essere eventualmente riconosciuti da un decreto del Capo del Governo, del Primo Ministro o del Segretario di Stato. Le ornamentazioni araldiche di tali stemmi erano regolamentate da quanto prescritto dall'art. 13 dell'allora vigente regolamento tecnico araldico.
Queste famiglie sono state anche definite «nobili viventi» e hanno incluso le famiglie della nobiltà civile del Regno di Napoli (III grado di nobiltà), famiglie che non poterono essere riconosciute come nobili dal Regno d'Italia in quanto la loro condizione era stata attestata da istituzioni regie ma non concessa dal Sovrano.
La seconda serie dell'Annuario della nobiltà italiana presenta una sezione apposita, la parte V, deputata a raccogliere e descrivere le famiglie notabili o con vita more nobilium.
La stessa espressione è usata per indicare anche il cosiddetto funerale more nobilium.